# LibreDTE
LibreDTE es un proyecto que tiene como misión proveer facturación electrónica libre para Chile. Corresponde a un conjunto de aplicaciones distribuidas como software libre, liberados principalmente bajo la licencia GNU AGPL.
Cuenta con diferentes proyectos, donde los principales están desarrollados en PHP y corresponden a una biblioteca, un módulo para el framework SowerPHP y una aplicación web completa que hace uso de los componentes anteriores.

## Biblioteca
La biblioteca PHP de LibreDTE contiene las funcionalidades mínimas requeridas para la interacción con el SII en Chile. En esta biblioteca sólo está lo básico, sin interfaces de usuario, para que un desarrollador pueda construir su propia aplicación integrando esta biblioteca.
Actualmente la biblioteca permite:
- Obtención de token para autenticación automática.
- Obtención de estado de un DTE a través del folio, fecha y monto.
- Envío automático de archivo XML de DTE al SII.
- Generación, y envío, de XML EnvioDTE firmado.
- Consulta del estado de envío de DTE a través de su Track ID.
- Consulta del estado de envío de un Libro a través de su Track ID.
- Generación de XML, timbraje y firma del DTE:
- Documentos certificados por el SII:
  - Factura electrónica (33)
  - Factura exenta electrónica (34)
  - Boleta electrónica (39)
  - Boleta exenta electrónica (41)
  - Factura de compra electrónica (46)
  - Guía de despacho electrónica (52)
  - Nota de débito electrónica (56)
  - Nota de crédito electrónica (61)
  - Información electrónica de compras y ventas (IECV)
  - Libro de guías de despacho electrónico
  - Libro de boletas y reporte de consumo de folios

- Etapa de intercambio con otros contribuyentes:
  - Acuse de recibo
  - Recibo de mercaderías y servicios prestados
  - Resultado validación

- Generación de documentos en PDF, con muestras aceptadas por el SII.